# Diego Cardozo Barboza
Diego Cardozo (Montevideo, Uruguay, 21 de enero de 1983) es un futbolista uruguayo. Juega de volante y su actual equipo es el Suchitepéquez de la Liga Nacional de Guatemala.

## Clubes[3]
| Club            | País      | Año               |
| --------------- | --------- | ----------------- |
| Basáñez         | Uruguay   | 1997 - 2004       |
| Almirante Brown | Argentina | 2005              |
| Cerro           | Uruguay   | 2006              |
| Basáñez         | Uruguay   | 2006 - 2007       |
| Progreso        | Uruguay   | 2007 - 2008       |
| Cerrito         | Uruguay   | 2009 - 2010       |
| Mineros         | Venezuela | 2010              |
| Racing          | Uruguay   | 2011              |
| Suchitepéquez   | Guatemala | 2012 - Actualidad |